# Вторая чеченская война
Втора́я чече́нская война́ (Вторая чеченская кампания; официально — часть контртеррористических операций на территории Северо-Кавказского региона; чечен. ШолгIа оьрсийн-нохчийн тIом) — боевые действия и контртеррористические мероприятия на территории Чечни и приграничных регионов Северного Кавказа.
Началась 7 августа 1999 года с вторжения боевиков в Дагестан. Контртеррористическая операция (КТО) на территории Чечни была объявлена вскоре после этого, в сентябре 1999 года.
Активная фаза боевых действий продолжалась по конец февраля 2000 года и завершилась взятием федеральными силами под контроль Шатойского района Чечни. Затем, после завершения в апреле того же года боевой части контртеррористической операции, контртеррористические силы осуществили перегруппировку для долгосрочного проведения разведывательных и оперативно-розыскных мероприятий. Полномочия по руководству проведением контртеррористической операции были возложены сначала на Министерство обороны, с 22 января 2001 года — на ФСБ России, а с 1 сентября 2003 года — на МВД России. По мере установления контроля силовыми структурами Российской Федерации над территорией Чеченской Республики, территория Чечни переходила в ведение местных чеченских сил самоуправления и самообороны.
Вторая чеченская война официально завершилась с отменой в полночь 16 апреля 2009 года режима КТО.
Борьба с террористическим подпольем на территории Северного Кавказа продолжалась с 2009 года по 2017 год, когда, в соответствии с заявлением директора ФСБ России Александра Бортникова, бандитское подполье было окончательно разгромлено. Вместе с тем последние группировки вооружённого подполья, по данным властей Чеченской Республики, были уничтожены в начале 2021 года. При этом, на законодательном уровне Вторая чеченская война и последовавшая борьба с терроризмом на Северном Кавказе (2009—2017) рассматриваются вместе как контртеррористические операции на территории Северо-Кавказского региона с августа 1999 года; их окончание не установлено.

## Предыстория

### Ситуация после Хасавюрта
Во время первой чеченской войны в августе 1996 года боевики в ходе операции «Джихад» захватили Грозный, но вскоре были блокированы в нём федеральными войсками. Однако, на фоне прошедших президентских выборов, ввиду непопулярности в российском обществе чеченской кампании, российское руководство решило начать работу по скорому прекращению военных действий в Чечне. Возражения со стороны командования Объединённой группировки войск России (Г. Н. Трошева, К. Б. Пуликовского и др.) и сил Чеченской Республики (правительства Д. Г. Завгаева), настаивавших на уничтожении взятых в плотное кольцо боевиков, были проигнорированы, и 31 августа того же года полномочным представителем президента по политическому урегулированию в Чечне А. И. Лебедем с лидером самопровозглашённой Чеченской Республикой Ичкерия А. А. Масхадовым были подписаны Хасавюртовские соглашения, по результатам которых российские войска выводились из Чечни, а вопрос о её статусе откладывался до 31 декабря 2001 года. В значительной степени те соглашения обусловили самостоятельное развитие Чечни вне правовых рамок Российской Федерации.
27 января 1997 года в Ичкерии прошли президентские выборы. На пост главы государства было выдвинуто более 20 кандидатур, но реальными претендентами считались 3 человека: и. о. президента ЧРИ Зелимхан Яндарбиев, начальник Главного штаба армии ЧРИ Аслан Масхадов, полевой командир Шамиль Басаев. Масхадов провозглашал своей целью создание независимого демократического светского чеченского государства. Этому должны были способствовать, на его взгляд, как установление мирных добрососедских отношений с Россией, так и укрепление взаимовыгодных контактов с Западом. Басаев и Яндарбиев позиционировали себя как радикальные исламисты, сторонники построения шариатского государства и дистанцирования от России. Победу на выборах одержал Масхадов, набрав более 59 % голосов избирателей, принявших участие в голосовании. Второе место (23,5 %) занял Басаев, и. о. президента Яндарбиев набрал 10 %. Заняв пост председателя правительства, Масхадов пытался консолидировать вокруг себя вчерашних оппонентов. Он назначил первыми вице-премьерами Шамиля Басаева и Мовлади Удугова. Зелимхан Яндарбиев отказался работать с администрацией Масхадова и вскоре перешел в оппозицию. Это был момент наибольшей консолидации чеченского общества за весь межвоенный период. У Масхадова практически не было серьёзных политических противников, парламент также поддерживал линию президента. Но, как показали дальнейшие события, масштаб и сложность стоявших перед чеченским президентом задач оказались несовместимы с его реальными возможностями.
После того, как завершилась первая чеченская война, экономическая ситуация в сумевшей отстоять фактическую независимость, но не получившей юридического признания Чеченской Республики Ичкерии была сложная, резко упал уровень жизни населения. В межвоенный период практически полностью исчезло нечеченское население. Абсолютное большинство чеченцев практически не имело законных средств к существованию, жило нередко в разрушенных войной домах. В то же время значительное количество оружия оказалось на руках у населения самопровозглашённой республики; произошла активизация преступных группировок. Во многих селах стали создаваться никому не подчинявшиеся местные отряды ополчения. Бывшие полевые командиры стали создавать собственные банды, которые занимались рэкетом, работорговлей, распространением наркотиков, насилием и похищением людей. В частности, в Надтеречном районе в ноябре 1997 года были захвачены два гражданина Украины, приехавшие на похороны матери, в 1998 году в соседних республиках Северного Кавказа регулярно похищались и вывозились в Чечню турецкие строители и бизнесмены, в январе 1998 года во Владикавказе (Северная Осетия) похищен гражданин Франции, представитель Верховного комиссара ООН по делам беженцев Венсент Коштель. Он был освобождён в Чечне 11 месяцев спустя. 3 октября 1998 года в Грозном похищены четыре сотрудника британской фирмы «Грейнджер телеком» (в декабре они были жестоко убиты и обезглавлены). Процветал нелегальный нефтяной промысел, выпуск и распространение фальшивых денежных купюр. Восстановление экономики республики и привлечение иностранных инвестиций были невозможны в условиях уголовного беспредела.
Главным же процессом в межвоенной Чечне, фактически давшем толчок к новой войне, стал конфликт между правительством Масхадова — с одной стороны и радикальными исламистами (т. н. ваххабитами) — с другой. Так, сразу после избрания Масхадова президентом страны, они стали обвинять его в сговоре с Москвой. Ваххабиты не считали чеченскую войну оконченной и в любой момент были готовы начать боевые действия и совершать теракты. Многие известные чеченские полевые командиры (Салман Радуев, Хаттаб, Арби Бараев) открыто заявляли о том, что конечной целью противостояния является полное вытеснение России из региона и создание на Северном Кавказе независимого исламского государства. На территории Чечни были созданы лагеря для обучения боевиков — молодых людей из мусульманских регионов России. Сюда направлялись из-за рубежа инструкторы по минно-подрывному делу и исламские проповедники. Значительную роль в жизни Чечни стали играть многочисленные арабские добровольцы. Главной их целью стала дестабилизация положения в соседних с Чечнёй российских регионах и распространение идей сепаратизма на северокавказские республики (в первую очередь Дагестан, Карачаево-Черкесия, Кабардино-Балкария).
Попытки Масхадова усмирить ваххабитов только усугубили ситуацию. В марте 1998 года произошли бои между отрядами ваххабитов и войсками ЧРИ в Урус-Мартановском районе, в июне бои проходили в Грозном, в июле вспыхнул мятеж радикалов в Гудермесе, который был подавлен. Имели место провокации, направленные на дискредитацию чеченской власти в глазах мирового сообщества. Сам президент Чеченской Республики Ичкерия пережил несколько покушений, ответственность за которые была возложена на российские спецслужбы. После вооружённого мятежа в Гудермесе Масхадов объявил ваххабизм вне закона, однако за ваххабитов вступились вице-президент Чечни Ваха Арсанов и председатель правительства Шамиль Басаев, уговорившие Масхадова не углублять междоусобный конфликт. Масхадов опасался полноценной гражданской войны и возможного вторжения российской армии в случае обострения ситуации по сценарию конца 1994 года. В феврале 1999 года в качестве уступок радикальным исламистам власти Чеченской Республики Ичкерия ввели право шариата и начали осуществлять публичные казни.

### Обострение обстановки
В начале марта 1999 года в аэропорту Грозного террористами был похищен полномочный представитель МВД России в Чечне генерал-майор милиции Геннадий Шпигун. Для российского руководства это было свидетельством того, что президент ЧРИ Масхадов не в состоянии самостоятельно бороться с терроризмом. Федеральный центр предпринял меры по усилению борьбы с чеченскими бандформированиями: были вооружены отряды самообороны и усилены милицейские подразделения по всему периметру Чечни, на Северный Кавказ были отправлены ведущие оперативные сотрудники подразделений по борьбе с этнической организованной преступностью, со стороны Ставрополья были выставлены несколько ракетных установок «Точка-У», предназначенных для нанесения точечных ударов. Была введена экономическая блокада Чечни, приведшая к тому, что денежный поток из России стал резко иссякать.
Из-за ужесточения режима на границе всё труднее стало переправлять в Россию наркотики и захватывать заложников. Бензин, изготавливаемый на подпольных заводах, стало невозможно вывезти за пределы Чечни. Была также усилена борьба с чеченскими преступными группировками, активно финансировавшими боевиков в Чечне. В мае-июле 1999 года чечено-дагестанская граница превратилась в милитаризованную зону. В результате доходы чеченских полевых командиров резко сократились, и у них возникли проблемы с закупкой оружия и платой наёмникам.
В апреле 1999 года главкомом внутренних войск МВД России был назначен Вячеслав Овчинников, успешно руководивший рядом операций во время Первой чеченской войны. В мае 1999 года российские вертолёты нанесли ракетный удар по позициям боевиков Хаттаба на реке Терек в ответ на попытку бандформирований захватить заставу внутренних войск на чечено-дагестанской границе. После этого глава МВД Владимир Рушайло заявил о подготовке крупномасштабных превентивных ударов.
Тем временем чеченские бандформирования под командованием Шамиля Басаева и Хаттаба готовились к вооружённому вторжению в Дагестан. С апреля по август 1999 года, проводя разведку боем, они только на Ставрополье и в Дагестане совершили более 30 вылазок, в результате которых погибли и получили ранения несколько десятков военнослужащих, сотрудников правоохранительных органов и гражданских лиц. Поняв, что на кизлярском и хасавюртовском направлениях сосредоточены наиболее сильные группировки федеральных войск, боевики решили нанести удар по горной части Дагестана. При выборе этого направления бандформирования исходили из того, что там нет войск, а в кратчайшие сроки перебросить силы в этот труднодоступный район не удастся. Кроме того, боевики рассчитывали на возможный удар в тыл федеральных сил со стороны Кадарской зоны Дагестана, с августа 1998 года контролируемой местными ваххабитами.
Как отмечают исследователи, дестабилизация обстановки на Северном Кавказе была выгодна многим. Прежде всего исламским фундаменталистам, стремящимся к распространению своего влияния на весь мир, а также арабским нефтяным шейхам и финансовым олигархам стран Персидского залива, не заинтересованным в начале эксплуатации нефтегазовых месторождений Каспия.

### Вторжение боевиков в Дагестан
7 августа 1999 года с территории Чечни было совершено массированное вторжение боевиков в Дагестан под общим командованием Шамиля Басаева и арабского полевого командира Хаттаба с целью поддержки местных исламистов, провозгласивших шариатское правление в четырёх сёлах Цумадинского района. Ядро группировки боевиков составляли иностранные наёмники и бойцы «Исламской международной миротворческой бригады», связанной с «Аль-Каидой». План боевиков по переходу на их сторону населения Дагестана провалился, дагестанцы оказали вторгшимся бандитам отчаянное сопротивление. Российские власти предложили ичкерийскому руководству провести совместную с федеральными силами операцию против исламистов в Дагестане. Было также предложено «решить вопрос о ликвидации баз, мест складирования и отдыха незаконных вооружённых формирований, от которых чеченское руководство всячески открещивается». Аслан Масхадов на словах осудил нападения на Дагестан и их организаторов и вдохновителей, однако реальных мер для противодействия им не предпринял.
Более месяца шли бои федеральных сил с вторгшимися боевиками, закончившиеся тем, что боевики были вынуждены отступить с территории Дагестана обратно в Чечню. В эти же дни — 4—16 сентября — в нескольких городах России (Москве, Волгодонске и Буйнакске) была осуществлена серия террористических актов — взрывы жилых домов, ответственность за которые была возложена на чеченских террористов. Впоследствии в своей книге «ФСБ взрывает Россию» эмигрировавший из России бывший сотрудник ФСБ Александр Литвиненко и живущий в США историк Юрий Фельштинский выдвинули версию, по которой взрывы были совершены российскими спецслужбами с целью подготовить общественное мнение к приходу нового политического лидера.

### Начало военной операции в Чечне
В начале сентября 1999 года российским руководством было принято решение о проведении военной операции по уничтожению боевиков на территории Чечни. 18 сентября границы Чечни были блокированы российскими войсками. С 20 сентября российская авиация начала бомбардировки территории Чечни, в частности, за один день 24 сентября было совершено 70 вылетов.
23 сентября президент России Борис Ельцин подписал секретный указ № 1255с «О мерах по повышению эффективности контртеррористических операций на территории Северо-Кавказского региона Российской Федерации» (рассекречен в 2001 году). Указ предусматривал создание Объединённой группировки войск на Северном Кавказе для проведения контртеррористической операции.
В тот же день российские войска начали массированные бомбардировки Грозного и его окрестностей, 30 сентября они вошли на территорию Чечни.

## Характер
Сломив сопротивление боевиков силами армейских частей и внутренних войск МВД (командование российских войск успешно применяет военные хитрости, такие, к примеру, как заманивание боевиков на минные поля, рейды по тылам противника и многие другие), Россия сделала ставку на «чеченизацию» конфликта и переманиванию на свою сторону части элиты и бывших участников чеченских вооружённых формирований. Так, главой администрации Чечни в 2000 году был назначен бывший сторонник сепаратистов, главный муфтий Чечни Ахмат Кадыров. Боевики, напротив, сделали ставку на интернационализацию конфликта, вовлекая в свою борьбу вооружённые отряды нечеченского происхождения. К началу 2005 года, после уничтожения Масхадова, Хаттаба, Абу аль-Валида и многих других полевых командиров, интенсивность диверсионно-террористической деятельности боевиков значительно снизилась. За 2005—2008 годы в России не было совершено ни одного крупного теракта, а единственная масштабная операция боевиков (Рейд на Кабардино-Балкарию 13 октября 2005 года) завершилась полным провалом.
Генерал КГБ Филипп Бобков, известный своей борьбой с бандформированиями в советское время, в 2005 году дал такую характеристику действиям чеченского сопротивления: «Эти операции мало чем отличаются от боевых действий израильтян до создания их государства на территории Палестины, а затем палестинских экстремистов на территории Израиля или ныне албанских вооружённых формирований в Косово».

## Ход войны

### Активная боевая фаза

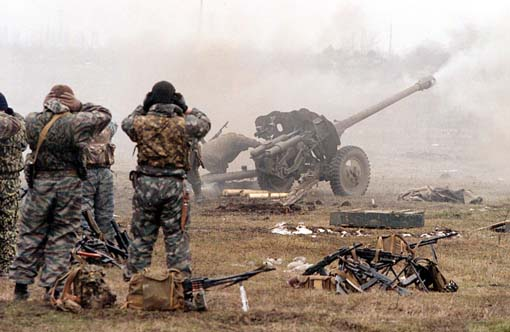
Федеральные силы ведут артиллерийский огонь из 85-мм пушки Д-44 вблизи Ачхой-Мартана, декабрь 1999 года

Наземная войсковая операция на территории Чечни началась 30 сентября 1999 года. В ответ президент ЧРИ Масхадов объявил России газават (священную войну). За полмесяца федеральным силам, не встречая особого сопротивления, удалось занять треть территории Чечни к северу от реки Терек. Вооруженные формирования Ичкерии отступили в Грозный и в горы. На этих рубежах Масхадов надеялся организовать серьезный отпор врагу. За ноябрь — декабрь были взяты Гудермес, Ачхой-Мартан, Аргун, Урус-Мартан, Ханкала, Шали.
Российским войскам удалось окружить и блокировать Грозный к началу ноября 1999 года, однако вплоть до 6 февраля 2000 года в столице республики продолжались ожесточённые бои. Длительные артобстрелы и авианалёты почти сровняли Грозный с землёй. В 2003 году ООН назвала Грозный самым разрушенным городом на Земле.
Неожиданная атака отряда чеченских сепаратистов на Шали и Аргун в начале 2000 года остановила наступление федеральных войск. С деблокированием Шали и Аргуна бои продолжились, в начале февраля 2000 года чеченские террористы, пытаясь вырваться из окружения в Грозном, понесли большие потери на минных полях, однако всё же смогли прорваться в Аргунское ущелье. В январе — феврале 2000 года российские войска освободили Ножай-Юрт, Ведено, Сержень-Юрт, Итум-Кали и Шатой.
В конце февраля блокированные в Аргунском ущелье боевики попытались вырваться из окружения федеральных войск. В ходе сражения за Шатой боевики потеряли последний стратегический населённый пункт и двумя крупными группами пошли на прорыв. Первая группа во главе с Басаевым и Хаттабом наткнулась на позиции 6-й роты псковских десантников на высоте 776, где произошёл крупный бой. Вторая группа во главе с Русланом Гелаевым в марте 2000 года захватила село Комсомольское. Российское командование развернуло крупномасштабную военную операцию и сумело вернуть контроль над селом. Гелаев вместе с остатками своего отряда сумел вырваться из окружения.
20 апреля 2000 года первый замначальника Генштаба России Валерий Манилов заявил, что широкомасштабные боевые действия в Чечне закончились. 23 января 2001 года президент Путин принял решение о частичном выводе российских войск из республики. Главой Чечни был назначен бывший верховный муфтий Ичкерии Ахмат Кадыров. Организованное вооружённое сопротивление федеральным властям в Чечне прекратилось весной 2000 года, но в последующие годы шла длительная партизанская война.

### Повстанческая фаза

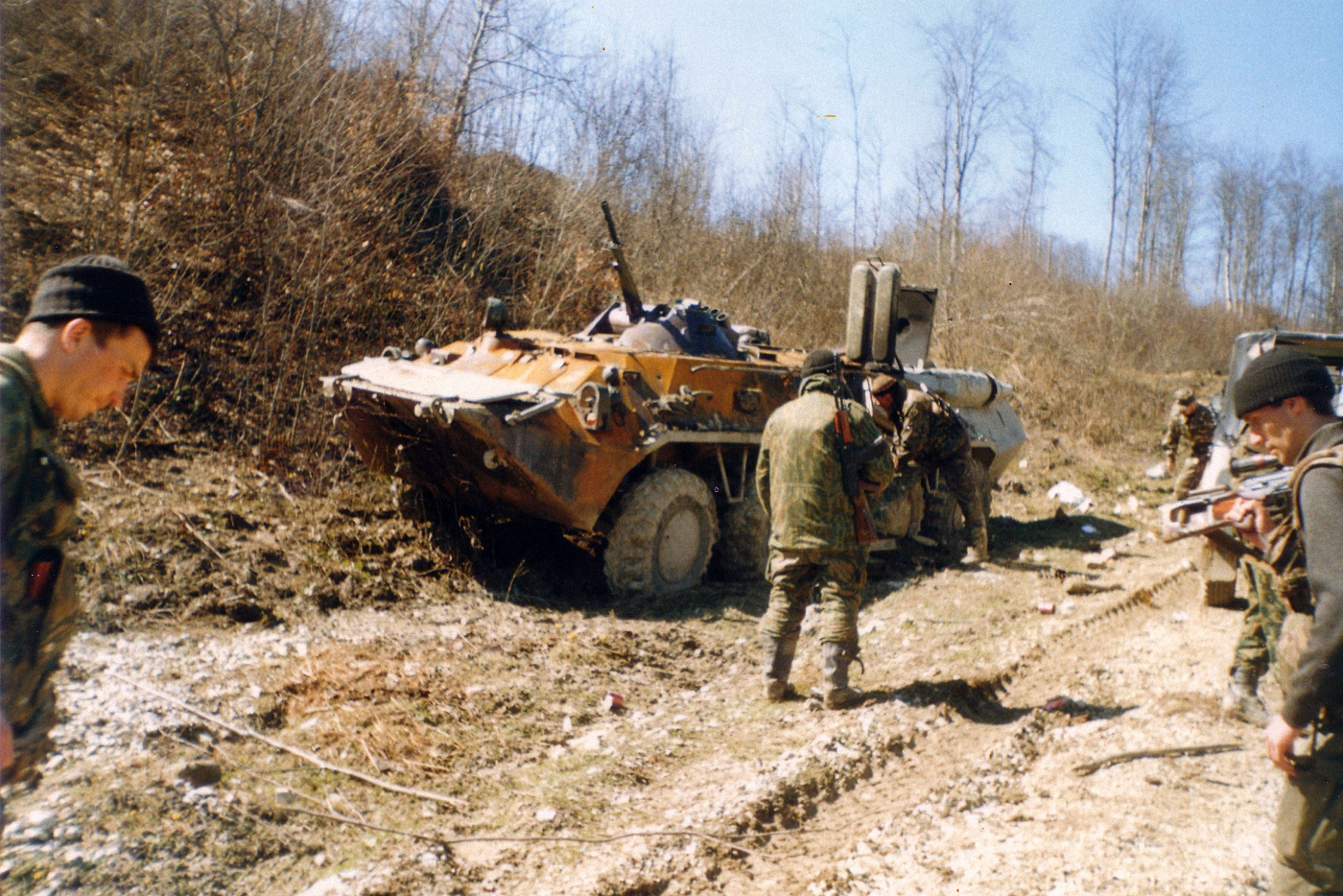
Российский БТР, подбитый чеченскими боевиками в бою у Жани-Ведено, март 2000 года

В период после прекращения полномасштабной войсковой операции в апреле 2000 года на территории Чечни и в соседних регионах продолжали происходить вооружённые нападения и теракты. Против боевиков воевали как российские подразделения, так и чеченские силы, поддерживавшие федеральную власть — кадыровцы.
Чеченские сепаратисты продолжили войну против федеральных властей, перейдя к тактике диверсий и террора. Только в первый год после отмены КТО в Чечне произошло пять подрывов на железной дороге, шесть терактов с человеческими жертвами среди мирного населения. Боевики провели несколько крупных рейдов, включая нападение на второй по величине город Гудермес в сентябре 2001 года и атаку отряда Руслана Гелаева на Ингушетию в сентябре 2002 года.
В 2002 году в результате спецоперации ФСБ был ликвидирован лидер иностранных боевиков в Чечне Хаттаб. Два года спустя был ликвидирован и его преемник Абу аль-Валид. В 2006 году был уничтожен последний крупный командир иностранных боевиков Абу Хафс аль-Урдани.
В конце 2003 года попытка боевиков отряда Руслана Гелаева попасть в Панкисское ущелье (Грузия) через территорию Дагестана привела к двухмесячному вооружённому противостоянию с применением тяжёлой техники и авиации. Итогом стала ликвидация большей части террористов, включая самого Гелаева.
Самыми крупными терактами этого периода второй чеченской войны, связанными с войной, стали захват театрального центра на Дубровке в Москве (2002) и школы в Беслане в Северной Осетии (2004). В результате теракта в Грозном в мае 2004 года погиб глава Чеченской Республики Ахмат Кадыров. За эти теракты взял на себя ответственность лидер боевиков Шамиль Басаев.
В марте 2005 года в ходе спецоперации ФСБ в селе Толстой-Юрт был уничтожен президент Ичкерии Аслан Масхадов. В 2006 году был уничтожен его преемник Абдул-Халим Садулаев. Возглавивший сепаратистов Доку Умаров объявил в 2007 году о ликвидации Ичкерии и образовании «Имарата Кавказ» (запрещён в России как террористическая организация).
31 января 2006 года Владимир Путин заявил, что можно говорить об окончании контртеррористической операции в Чечне.
В июле 2006 года в результате спецоперации российских спецслужб был уничтожен лидер сепаратистов и террорист № 1 Шамиль Басаев.
С отменой КТО 16 апреля 2009 года и официальным завершением войны нападения боевиков как в Чечне, так и за её пределами не прекратились.

## Борьба с терроризмом на Северном Кавказе после 2009 года
После отмены режима КТО в Чечне террористическое подполье активизировалось в других регионах Кавказа, в первую очередь в Дагестане. В начале 2010-х боевики Имарата Кавказ совершили несколько крупных терактов в Москве и Волгограде. Режимы КТО вводились многократно в отдельных местностях Дагестана, Чечни, Ингушетии, Кабардино-Балкарии и реже в других регионах. В результате антитеррористической деятельности МВД и ФСБ России к середине 2010-х бандподполье на Северном Кавказе было разгромлено, лидеры боевиков уничтожены. Однако и 2020-х режимы контртеррористической операции вводились неоднократно (например, в Ингушетии в апреле 2023 года, в Карабулаке в марте 2024 года).

## Командование
Руководители Регионального оперативного штаба по проведению контртеррористической операции на Северном Кавказе (2001—2006 гг.)
Региональный оперативный штаб (РОШ) создан Указом Президента Российской Федерации от 22 января 2001 г. № 61 «О мерах по борьбе с терроризмом на территории Северо-Кавказского региона Российской Федерации».
- Герман Угрюмов (январь — май 2001)
- Анатолий Ежков (июнь 2001 — июль 2003)
- Юрий Мальцев (июль 2003 — сентябрь 2004)
- Аркадий Еделев (сентябрь 2004 — август 2006)

В 2006 году на базе РОШ создан Оперативный штаб Чеченской Республики по проведению контртеррористической операции.
Командующие Объединённой группировкой войск (сил) по проведению контртеррористических операций на территории Северо-Кавказского региона Российской Федерации (с 1999 г.)
Объединённая группировка образована Указом Президента Российской Федерации от 23 сентября 1999 г. № 1255с «О мерах по повышению эффективности контртеррористических операций на территории Северо-Кавказского региона Российской Федерации».
- Виктор Казанцев (сентябрь 1999 — февраль 2000)
- Геннадий Трошев (и. о. февраль — март 2000[* 2], командующий апрель — июнь 2000)
- Александр Баранов (и. о. март 2000[* 2])
- Валерий Баранов (и. о. июль — сентябрь 2000, командующий сентябрь 2000 — октябрь 2001, сентябрь 2003 — май 2004)
- Владимир Молтенской (и. о. май — август 2001[* 3], командующий октябрь 2001 — сентябрь 2002)
- Сергей Макаров (и. о. июль — август 2002[* 4], командующий октябрь 2002 — сентябрь 2003)
- Михаил Паньков (и. о. май 2004[* 5])
- Вячеслав Дадонов (и. о. июнь 2004 — июль 2005[* 5])
- Евгений Лазебин (июль 2005 — июнь 2006)
- Евгений Баряев (июнь — декабрь 2006)
- Яков Недобитко (декабрь 2006 — январь 2008)
- Николай Сивак (январь 2008 — август 2011)

## Нарушения прав человека

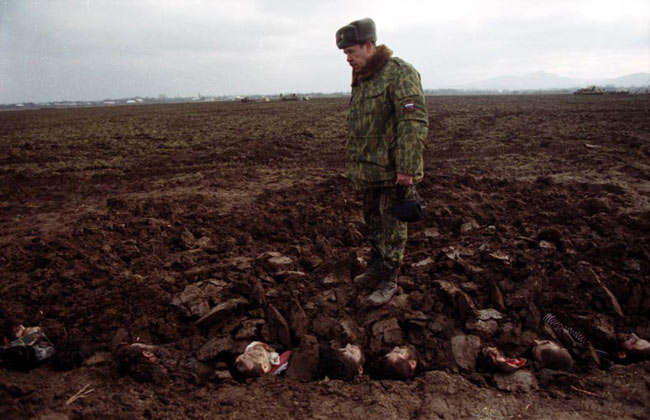
Массовое захоронение чеченцев у села Комсомольское. 2000 год

По оценкам правозащитной организации Amnesty International, Вторая чеченская война сопровождалась систематическим нарушением прав человека, включая внесудебные казни и пытки, которые совершались как сотрудниками силовых структур, так и чеченскими боевиками. Большая часть таких преступлений до сих пор остаётся безнаказанными, хотя в отдельных случаях пострадавшим удалось получить компенсацию от российского правительства по решениям Европейского суда.
Согласно рассекреченному донесению агента ЦРУ от 9 августа 1999 г., министр Лесин говорил неизвестному лицу (вырезано из документа), что администрация президента Ельцина рассматривает введение военного положения в стране, чтобы справиться с кризисом в Чечне, а также со снижением популярности Ельцина и ростом поддержки мэра Москвы Юрия Лужкова. 

### Обвинения в адрес правительственных силовых структур РФ и их юридические последствия
В октябре 2000 года организация Human Rights Watch (HRW) опубликовала свой 99-страничный доклад «Добро пожаловать в ад», о том, как российскими войсками были задержаны тысячи чеченцев, при этом многие без каких бы то ни было доказательств правонарушений. Охранники центров содержания под стражей систематически избивали чеченских заключённых, некоторые из них также подвергались насильственным действиям или другим формам пыток. Большинство из них были освобождены только после того, как их семьи заплатили крупные взятки российским чиновникам. HRW отметила, что, несмотря на резолюцию Комиссии ООН по правам человека, призывающую Россию срочно создать национальную комиссию по расследованию, которая установила бы ответственность за злоупотребления, российские власти не допускают «любых заслуживающих доверия и прозрачных усилий по расследованию этих нарушений и привлечению виновных к ответственности».
В марте 2001 года HRW в своём докладе указала восемь не обозначенных захоронений в Чечне, которые были обнаружены в 2000—2001 годах. Также организацией были отмечены восемь случаев, когда тела бросались по обочинам дорог, на территории госпиталей и других местах. Общество «Мемориал» также зафиксировало много подобных случаев. Большинство этих тел имело следы выстрелов с близкого расстояния, характерные для внесудебных расправ, и увечья. Врачебные осмотры некоторых жертв показали, что часть увечий была нанесена ещё живым людям, что указывает на факты применения жестоких пыток по отношению к жертвам. 29 марта 2001 года Верховный комиссар ООН по правам человека Мэри Робинсон призвала к тщательному исследованию массовых захоронений в Чечне.
В 2003 году местные жители и правозащитники утверждали, что фрагменты взорванных тел находили по всему разрушенному войной региону. Критики говорили, что вместо того, чтобы положить конец нарушениям прав человека, военные всячески пытаются скрыть их. Семьи убитых сообщали, что российские войска вымогают выкуп за тела жертв. 31 марта 2003 года Уполномоченный по правам человека в Российской Федерации Олег Миронов призвал власти открыть места массовых захоронений для идентификации тел, установления причин смерти и захоронения. В то же время, Миронов отклонил предложение Парламентской ассамблеи Совета Европы о создании международного трибунала для расследования предполагаемых военных преступлений, совершённых в Чечне.
В феврале 2003 года Чечню посетил комиссар Совета Европы по правам человека Альваро Хиль-Роблес, который высказался за референдум по принятию конституции Чеченской Республики и объективное расследование совершённых преступлений с обеих сторон конфликта. Говоря о праве народов на самоопределение, он подчёркивал, что общая идея Европы и ЕС—уважение к суверенности границ. Бороться за сепаратистские идеи можно, но только мирным путём. Первым и фундаментальным правом человека он назвал право на жизнь, а идею независимости—требованием второго порядка..

## Жертвы
Потери военнослужащих Министерства обороны к сентябрю 2008 года составили 3684 человека погибшими. Также известно, что к августу 2003 года погибло 1055 военнослужащих внутренних войск, а ФСБ по состоянию на 2002 год потеряла 202 человек убитыми[4]. В апреле 2010 года министр внутренних дел России Рашид Нургалиев сообщил, что за десять лет в Чечне погибли 2178 сотрудников органов внутренних дел[5]. Таким образом, если просуммировать вышеуказанные цифры, то итоговые потери российских силовых ведомств (МО, МВД, ФСБ) в Чечне за 10 лет составляют более 6000 человек погибшими.
В июне 2010 года главком внутренних войск МВД РФ Николай Рогожкин впервые озвучил официальные цифры потерь российских внутренних войск в ходе первой и второй войн в Чечне. По его данным, всего за время боевых действий погибли 2984 человека, ещё 9 тысяч получили ранения[6].
По данным федеральной стороны, на 31 декабря 2000 года потери боевиков составляли более 10 800 человек[16]. В июле 2002 года сообщалось о 13 517 уничтоженных боевиках[17]. По другим же данным, на начало 2001 года было уничтожено более 15 000 боевиков[18].

## В литературе, кино, музыке

### Книги
- Трошев Геннадий Николаевич. «Чеченский рецидив. Записки командующего.» (2003) — воспоминания генерала Трошева Г. Н.
- Анисимов С. В. Дойти и рассказать (2004)
- Аркадий Бабченко. «Алхан-Юрт» (2006) — собрание повестей и рассказов.
- Алла Дудаева. «Миллион первый» (2005) — биография Джохара Дудаева, написанная его женой[77]
- Полина Жеребцова. Дневник Жеребцовой Полины. — М.: Детектив-Пресс, 2011. — 576 с. — ISBN 978-5-89935-101-3.
- Полина Жеребцова. Муравей в стеклянной банке. Чеченские дневники 1994-2004 гг.. — М.: АСТ, 2014. — 608 с. — ISBN 978-5-17-083653-6.
- Тонкая серебристая нить (рассказы), (2015) — сборник рассказов Полины Жеребцовой, в котором отражена жизнь мирных жителей в городе Грозном в период чеченских войн.
- Александр Карасёв. Чеченские рассказы. — М.: Литературная Россия, 2008. — 320 с. — ISBN 978-5-7809-0114-3.
- Александр Карасёв. Предатель. — У.: Вагант, 2011. — 256 с. — ISBN 978-5-9635-0344-7.
- Кузьмина, Светлана Ивановна. «Два года в аду. Документальная повесть»
- Манякин Л. В. Чеченские мотивы. /Рассказ/ Астана: ТОО «Мастер По», 2016. — 150 с. ISBN 978-601-301-745-7.
- Петров, Виктор Евгеньевич. «Два Кавказа Виктора Петрова»
- Константин Сазонов. Фома верующий (2015). — ISBN 978-5-447-41383-5. Роман о сложном возвращении человека в мирную жизнь после чеченской войны.
- Константин Семёнов. Грозненский роман (2009). Издавался также под названием «Нас предала Родина».

### Фильмы и сериалы
- Убойная сила-3: «Предел прочности» (2001; 4 серии)
- Мужская работа (2001; 8 серий)
- Спецназ (2002; 3 серии)
- Война (2002)
- Кавказская рулетка (2002)
- Марш славянки (2002)
- Марш-бросок (2003)
- Честь имею (2004; 4 серии)
- Господа офицеры (2004; 8 серий)
- Личный номер (2004)
- Грозовые ворота (2006; 4 серии)
- Прорыв (2006)
- Живой (2006)
- Мёртвое поле (2006)
- Александра (2007)
- Пленный (2008)
- Русская жертва (2008)
- Поиск (2014)
- No comment (2015)
- Решение о ликвидации (2018)

### Песни
Второй чеченской войне посвящены песни:
- «Любэ» — «После войны» (2000), «Солдат» (2000), Давай за… (2002)
- Юрий Шевчук — Дым (2004), Звезда (2006)
- Игорь Растеряев — «Песня про Юру Прищепного» (2011)
- Сергей Тимошенко — «Горит Чечня»
- Сергей Тимошенко — «Памяти 131 Майкопской бригады»
- 7Б — «Летим с войны»
- D-man 55 — «Грозный»
- Замша — «Моя Чечня»
- RADIO TAPOK — «Высота 776»
- "Тамара Дадашева" - «Джохар Дудаев»